# Bill Magarity
William "Bill" John Magarity född 18 maj 1952 Philadelphia, USA, är en amerikansk-svensk före detta basketspelare och numera basketcoach som har vunnit SM både som spelare och coach samt spelat i landslaget.
Magarity är utbildad från University of Georgia 1971—1975 och kom därefter från USA till Arvika i Sverige för att spela basket. Han spelade också för Uppsala Basket, dit han kom 1978, Solna och Norrköping Dolphins och har fem SM-guld med Södertälje BBK, där han spelade från 1983, och ett med Plannja, där han var 1999-2001. Han spelade aktivt tills han var 40 år. 
Han har spelat 102 landskamper för Sverige och gjort 1647 poäng (snitt 16,3). Som coach har han tagit både SBBK och Plannja till SM-guld, och han har varit coach i Tyskland, Österrike och Saudiarabien.
Magarity var från 2010 sportsligt ansvarig för SBBK:s ungdomselitlag på pojksidan, då han fick ett kontrakt på tre år.
Magarity blev svensk medborgare 1978. Hans fru Ann-Marie "Ammi" Magarity är före detta svensk landslagsspelare, och både sonen William Magarity Jr. och dottern Regan Magarity är basketspelare.